# Kravall
Den här artikeln handlar om "kravall" i betydelsen upplopp. Se även Kravall (fest).
|  | Wiktionary har en ordboksartikel om upplopp. |

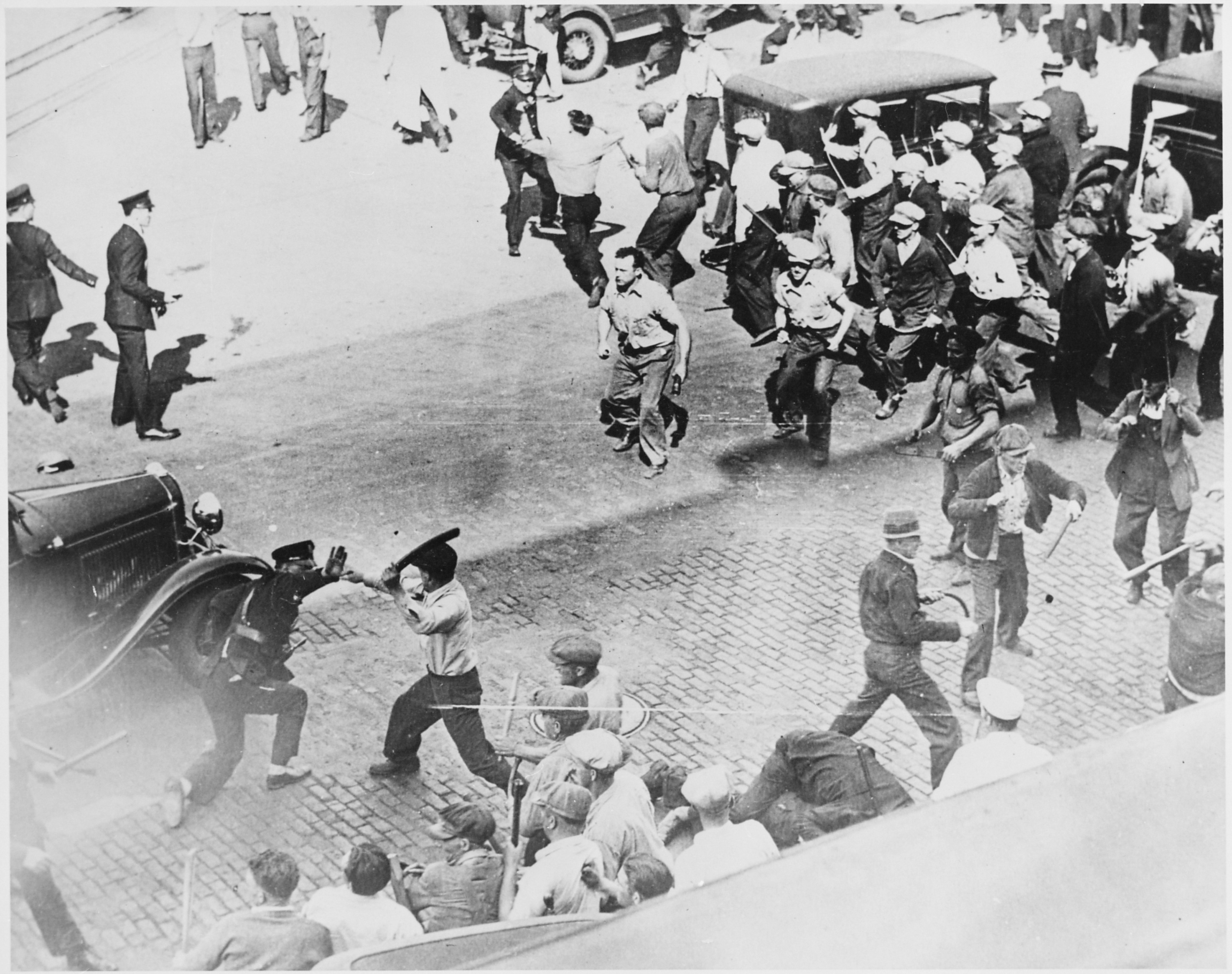
Teamsters i strejkkravall, beväpnade med järnrör, möter kravallpolis i Minneapolis, juni 1934.

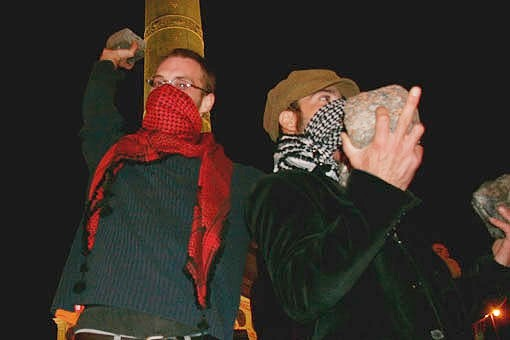
Maskerade demonstranter kring place de la Bastille demonstrerar våldsamt mot valet av Nicolas Sarkozy som president i Frankrike.

Kravall eller upplopp kallas våldsamma oroligheter på gator och allmänna platser med ett stort antal deltagande. Ofta ingår våldsamma sammanstötningar med polisen som följd, varvid speciell kravallpolis ofta sätts in.
Begreppet kravall tas upp i Svensk etymologisk ordbok och finns i svenska språket sedan 1840-talet. Först använt som tidningsord, under inflytande från danska och tyska medias ord kraval respektive krawall, i Svensk historisk tidskrift om upploppen 1830. Ordet antas härstamma från latinets charavallium, vilket i äldre franskans charivalli, använts som en biform till charivari, för larm, oväsen, kattmusik, och anses vara en ljudhärmande ordbildning.
Kravaller utmynnar ofta ur oenigheter eller obesvarade klagomål. Historiskt har kravaller oftast uppkommit till följd av hunger, dåliga levnadsförhållanden, statligt förtryck, polisbrutalitet, utrymning av husockupation, stoppade gatufester, konflikt mellan etniciteter eller religioner, skatter, värnplikt samt vid elitidrott. I samband med upplopp och kravaller har ofta stenkastning, plundring och vandalism inträffat.